# Kariben

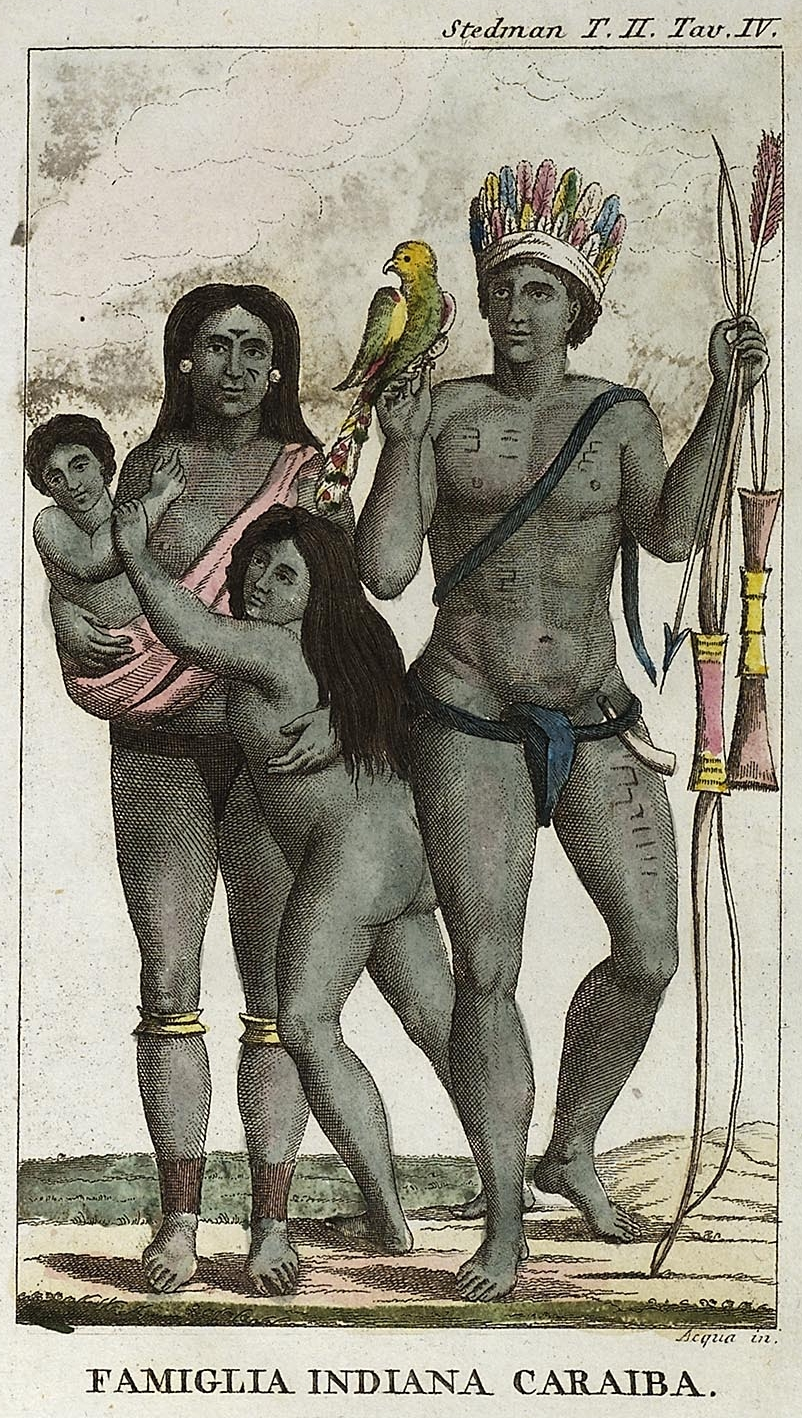
Karibenfamilie von John Gabriel Stedman

Kariben ist die Bezeichnung für mehrere indigene Völker Süd- und Mittelamerikas. Zwischen dem 8. und 15. Jahrhundert wanderten Kariben in die Gebiete ein, die von Spaniern später Karibik genannt wurden, und bedrängten auf den Antillen-Inseln die schon früher eingewanderten Taíno. 

## Kariben
Der Name Kariben bezieht sich im engeren Sinn auf ein Volk, das heute noch an der Südküste der Karibik in Venezuela, Guyana, Suriname und Nordbrasilien lebt. Die Eigenbezeichnung ist Kalihna bzw. Galibi. Ihre Sprache gehört zu der nach ihnen benannten im nördlichen Südamerika weiter verbreiteten Karibischen Sprachfamilie.

## Kalinago
Die Bezeichnung Kariben wird aber auch für das Volk verwendet, das die Spanier auf den ersten Entdeckungsreisen auf den Kleinen Antillen angetroffen hatten, die Insel-Kariben oder Kalinago. Diese sprachen eine gänzlich andere Sprache, die, wie die Sprache der Taíno, zur Arawak-Sprachfamilie gehört. Sie waren das Ergebnis einer Vermischung von Arawaks und von Kariben (Kalihna/Galibi), die vom Festland auf die Inseln vorgedrungen waren. Die Arawaks bezeichneten die Kariben als "caniba", wovon sich der Begriff "Kannibalismus" ableitet.
Von den Insel-Kariben leben heute etwa 3.500 auf der Karibikinsel Dominica, wo 1903 von den Briten ein Reservat eingerichtet wurde. Ihre Sprache starb um 1920 aus.
Auf St. Vincent leben Nachfahren der Kalinago, die sich als Kalinago Tribe verstehen. Sie stammen von den Kalinago (Yellow Caribs) ab, die die Deportation nach Baliceaux (siehe unten) überlebten. Im Unterschied zu den Garifuna (Black Caribs) durften die Kalinago nach St. Vincent zurückkehren, verloren jedoch den Anspruch auf ihr Stammesland. So besitzt New Sandy Bay, ihr Hauptort im Nordosten der Insel, lediglich 11,6 Hektar kommunalen Landbesitz.
Die Stammessprache ist wie auf Dominica nicht mehr existent. Es gibt Bemühungen, sie wieder zu beleben, bisher ohne Ergebnis.

## Garifuna
Aus einer Vermischung von Insel-Kariben und West-Afrikanern entstanden die Garifuna, die „Schwarzen Kariben“. Nach dem verlorenen sogenannten Zweiten Karibenkrieg (1775/1776) wurden 4336 Kariben (1779 Frauen, 1555 Kinder und 1002 Männer) im Jahre 1796, vor allem im Juli und August, von den Briten auf die Insel Baliceaux in den Grenadinen deportiert. Etwa die Hälfte von ihnen erlag in den folgenden Monaten, vom September 1796 bis zum Januar 1797, einer Epidemie, bei der bis heute ungewiss ist, um welche Krankheit es sich handelte. Fast alle Überlebenden, insgesamt 2248 Garifuna, wurden von den Briten im März 1797 von Baliceaux auf die Insel Roatán vor der Küste von Honduras gebracht.
Sie sprechen bis heute die Arawak-Sprache Garifuna.
Dem Massensterben auf Baliceaux, von den Kalinago und von den Garifuna zuweilen als „Genozid“ bezeichnet, entgingen ca. 300 Garifuna, die sich in den dichten Gebirgswäldern St. Vincents verborgen hatten. Sie siedelten später im Massarica Valley, dessen Hauptort Greiggs ist, mit heute etwa 1.400 Einwohnern. Viele von ihnen sind Garifuna. Ihre Sprache ist erloschen. Es gibt Bemühungen, sie wieder zu beleben, bisher ohne Erfolg.

## Historische Misshandlung und Begriffsverwirrung
Alexander von Humboldt beschreibt, dass Kolumbus die Furcht vor den Kariben mit dem angeblichen weitverbreiteten Kannibalismus bei den Indigenen Südamerikas begründete. Er wollte, dass auch die Kariben beim Papst als gottlose Untermenschen eingestuft werden, damit er eine Erlaubnis für ihre Versklavung bekam. Ob die Kariben allerdings tatsächlich kannibalistische Praktiken ausübten, ist umstritten.